# Sesma
Sesma è un comune spagnolo di 1 388 abitanti situato nella comunità autonoma della Navarra.